# Japonščina
Japónščina (japonsko 日本語, nihongo) je jezik izolat z več kot 125 milijoni govorcev, v prvi vrsti na Japonskem, kjer je državni in uradni jezik. 
O predzgodovini jezika je malo znanega, tudi se le malo ve, kdaj se je jezik pojavil na Japonskem. Kitajski dokumenti iz 3. stoletja navajajo le nekaj japonskih besed, obsežnejših besedil ni najti do 8. stoletja. V obdobju Heian (794–1185) je  kitajščina občutno vplivala na  besednjak in glasotvorje stare japonščine. Japonščina jasnega srednjega veka (1185–1600) je doživela spremembe, ki so jo približale moderni obliki jezika in jezik razširile s prvimi primeri evropskih sposojenk. Standardni dialekt se je v času med zgodnjim 17. stoletjem in sredo 19.stoletja s pokrajine Kansai premaknil na področje Eda (dandanašnjega Tokija). Po 1853, to je po koncu samovoljne izolacije Japonske je dotok sposojenk iz evropskih jezikov občutno porasel. Posebno sposojenke iz angleščine, pa tudi japonske besede z angleškim korenom so postale vse pogostejše.
Japonščina je aglutinativni jezik, iz mor, ne zlogov, zložen jezik z enostavno fonotaktiko, čistim sistemom vokalov, fonemično dolžino samoglasnikov in soglasnikov in leksikalno pomembnim poudarkom zlogov besede. Zaporedje besed je običajno subjekt–objekt–glagol. Japonski partikli pri tem označujejo gramatično funkcijo besed.  Struktura stavka je tema-komentar. Členki na koncu stavka dodajajo izrečenemu čustven ali empatičen prizvok ali pa nakazujejo vprašanje. Samostalniki ne poznajo ednine ali množine in tudi spola ne; jezik tudi ne pozna pridevnikov. Glagoli se spregajo, v prvi vrsti po času (sedanjik, preteklik itd) in načinu (trpnik itd), ne pa po spolu. Japonski ekvivalenti pridevnikov se ravno tako spregajo. Japonščina pozna zapleten sistem častitljivega izražanja,  z oblikami glagolov in besednim zakladom, ki skupaj nakazujejo odnos med govorcem, poslušalcem in osebami, o katerih se govori. 

## Zgodovina in razvrstitev
Zgodovinsko jezikoslovje nima enotnega mnenja o izvoru japonščine; obstaja več med seboj izključujočih si teorij:
- Japonščina je izoliran jezik brez bližnjih sorodnikov zunaj skupine japonskih jezikov (kamor poleg japonščine spadajo tudi rjukjujski jeziki).
- Japonščina je sorodna z drugimi dalnjevzhodnimi jeziki. Po tej teoriji se je japonščina odcepila od drugih daljnjevzhodnih jezikov, kot je korejščina). Ugotovljene so bile tudi fonološke in leksikalne podobnosti z malajsko-polinezijskimi jeziki.
- Japonščina je sorodna z južnoazijskimi jeziki. Nekateri raziskovalci so predlagali povezavo med japonščino in tamilščino, jezikom iz družine dravidskih jezikov v južni Indiji.
- Japonščina je vrsta kreolščine z altajsko slovnično podstatjo in avstronezijskim osnovnim besediščem.
- Japonščina je sorodna z altajsko jezikovno družino. V to družino spadata denimo mongolščina in turščina. Teorijo podpira dejstvo, da je japonščina podobno kot finščina, estonščina, turščina ali korejščina aglutinativni jezik z dvema fonološko različnima tonoma. Jezikoslovje ta način naglaševanja imenuje tonemsko naglaševanje. Poleg tega obstaja več navidezno regularnih ujemanj v osnovnem besedišču, npr. ishi, kamen (turško daş), yottsu, štiri (turško dört).

### Sodobna japonska pisava
Sodobna japonščina uporablja štiri različne pisave:
- Kandži (漢字, kandži) so kitajske pismenke, prilagojene za zapis japonščine. Z njimi zapisujejo:
  - samostalnike;
  - korene pridevnikov in glagolov;
  - Japonska imena.
- Hiragana (平仮名) je zlogovna pisava. Z njo se zapisuje
  - pregibne končnice pridevnikov in glagolov (okurigana 送りがな);
  - slovnične člene (joši 助詞);
  - japonske besede brez pismenk kanji; bodisi zato, ker pisec ne pozna ustrezne pismenke, bodisi, ker je ne bi poznalo pričakovano bralstvo.
  - navodila za branje pismenk kanji (furigana ふりがな).
- Katakana (片仮名) je še ena zlogovna pisava, s katero se zapisuje
  - poudarjene besede, kot kurziva v latinici;
  - besede in imena v tujih jezikih;
  - onomatopoetske besede.
- Rōmadži (ローマ字, romadži) so latinične črke, s katerimi zapisujejo
  - števila;
  - fizikalne enote;
  - kratice in okrajšave

Stavke z vsemi štirimi pisavami (naslov iz dnevnika Asahi Shimbun, 19. april 2004):
ラドクリフ、マラソン五輪代表に 1万m出場にも含み
radokurifu, marason gorin daihjō ni 1 man m šucudžō ni mo fukumi
Radcliffova, olimpijska maratonka, razmišlja o udeležbi v teku na 10.000 m
Vataši, »jaz«, zapisan v vsaki od štirih pisav:

| Kandži | Hiragana | Katakana | Rōmadži |
| ------ | -------- | -------- | ------- |
| 私     | わたし   | ワタシ   | vataši  |

Zaradi vedno širšega znanja angleščine raba pisave Rōmadži narašča. Besedila japonske popularne glasbe vsebujejo še posebej veliko angleških besed in fraz. Izposojenke (gairaigo 外来語) imajo tako na Japonskem kot v tujini svoje nasprotnike in zagovornike.
Znaki japonskih zlogovnih pisav so razporejeni tudi v tako imenovane poetične abecede, najbolj znana med njimi pa je Iroha, kjer zaporedje vseh znakov tvori pesem.

### Zgodovina japonske pisave
Prva pisava na Japonskem je bila kanji, ki so jo Japoncem so v 5. stoletju posredovali Korejci. Pisali in brali so sprva le v kitajščini, medtem ko pravega načina zapisovanja japonščine še zmeraj ni bilo. Sčasoma se je razvil sistem kanbun (漢文), ki je še zmeraj uporabljal kitajščino, vendar je vseboval opombe, ki so Japoncem omogočali lažje branje.

### Latinično prečrkovanje

#### Zapisovanje in pregibanje besed iz japonskega jezika
Trenutno veljavni Slovenski pravopis določa način zapisovanja japonskih besed v slovenskih besedilih, vendar pri tem ni opisan japonski jezik in zapis pisave, manjkajo navodila za pregibanje japonskih besed, poleg tega pa je napačno zapisano, da japonščina nima latinične pisave. Latinični zapisi japonskega jezika obstajajo že od 17. stoletja, ko so portugalski jezuiti sestavili prvi slovar. 
Japonci imajo več načinov prečrkovanja v latinico. 
Uradni japonski sistem prečrkovanja je Kunrei, ki "č" ne zapisuje kot "ch," marveč kot "t." Podobno je tudi z drugimi glasovi, "ts" (c) je "t," "j" (dž) je "z," "sh" (š) je "s," "y" (j) je "y," "f" (f) pa "h." V uporabi je od 29. decembra 1954, leta 1989 ga je odobrila tudi mednarodna organizacija pod številko ISO 3602 in ga poučujejo v japonskih osnovnih šolah. Kljub temu nekatere japonske vladne agencije in ministrstva uporabljajo ali v določenih primerih celo priporočajo uporabo hepburnovega sistema.
Najrazširjenejši in enostavnejši za branje je Hepburnov sistem, ki je podoben našemu, le da se "j" prebere kot "dž," "y" pa kot "j." Tako bi jikan (čas) izgovorili kot "džikan," yon (štiri) pa kot "jon." Ker nimajo črke "š," namesto nje uporabljajo "sh," za "č" "ch," za "c" pa "ts." Tako izgovarjamo "shizuka" (tiho) kot "šizuka," "chiisai" (majhno) kot "čiisai," tsuitachi (prvi dan v mesecu) "cuitači." Hepburn je enostavnejši za branje in zato tudi bolj razširjen. Danes se uporablja predvsem za osebna imena v uradnih dokumentih, za krajevna imena na označevalnih tablah, na prometnih usmerjevalnih tablah, na železnici, letališčih ipd.

## Zapis japonskega jezika v slovenskih besedilih
Slovenjenje japonščine ni dosledno in je razdeljeno na tri ravni, glede na rabo.
Prva raven je zapis japonskega jezika v zlogovnih pisavah katakana in hiragana, v kitajskih pismenkah in latinici. Uporablja se v učbenikih japonskega jezika, v strokovnih in znanstvenih besedilih.
Pri zapisovanju lastnih imen v leposlovju, tiskanih medijih ipd, se "sh" po navadi prečrkuje v "š," "y" v "j," "ch" v "č" itd.
Druga raven je standardni latinični zapis japonskega jezika po Hepburnovem sistemu in uradnem sistemu Kunrei, ki se uporabljata za zapis osebnih in krajevnih imen v vseh besedilnih zvrsteh. Izjema so že uveljavljene poslovenjene oblike: 
Tokio, Kjoto, Osaka, Jokohama, Hirošima, Saporo, Hokaido, Honšu, Kjušu, gora Fudži, Okinava... Druga raven se nadalje uporablja za citatni zapis naslovov umetniških in drugih del, strokovnih izrazov, v znanstvenih besedilih (v teh primerih jih zapišemo ležeče ali med narekovaji). Priporoča se, da se pri prevajanju uradnih listin upošteva že izbrano latinizirano obliko osebnega imena in naslova v izvirniku listine in se tako izogne neskladju med izvirno in prevedeno listino.  
Tretja raven je prečrkovanje drugih latiničnih zapisov japonskega jezika, napisanih v drugih jezikih, v slovenščino. Največkrat gre za zapis besed japonskega izvora, predvsem stvarnih imen v nestrokovnih, poljudnih in literarnih besedilih. V takšnih primerih je zaželeno, da se še nepoznanim pojmom v opombi pripiše še standardni latinični zapis. Pogosto se japonske besede v slovenščini preoblikujejo po svoje in zato vanje ni več smiselno in ni treba posegati, npr. šitake in ne šiitake. Prečrkovanje osebnih imen v slovenščino je dopuščeno pri zapisih imen oseb v literarnih besedilih, zlasti v otroških in domišljijskih pripovedih, kjer se namesto prečrkovanja uporabi kar ustrezen prevod (npr. Yukiko - Snežna).